# Douglas David Forsyth
Douglas David Forsyth (* 4. März 1896 in Pietermaritzburg; † nach 1956) war ein südafrikanischer Beamter, von 1941 bis 1956 Staatssekretär im Außenministerium, und Manager.

## Leben
Douglas David Forsyth besuchte die Boys’ Model School Pietermaritzburg und das Transvaal University College.
Er heiratete 1918 sowie 1963 und hatte drei Kinder. 1911 wurde er in der Provinz Natal verbeamtet. Von 1912 bis 1920 wurde er im Verteidigungsministerium beschäftigt. Von 1914 bis 1918 wurde er im Ersten Weltkrieg bei den Feldzügen in Deutsch-Südwestafrika und Deutsch-Ostafrika eingesetzt. Von 1920 bis 1934 war er mit hoheitlichen Aufgaben betraut. Von 1934 bis 1937 war er Inspektor im öffentlichen Dienst. Von 1937 bis 1939 war er under-secretary for social welfare (Ministerialdirektor im Sozialministerium). Von 1939 bis 1941 war er Staatssekretär für Süd West Africa, Chief Native Commr., Vorsitzender und Geschäftsführer der Land and Agric Bank of S.W.A. sowie Vorsitzender des Diamond Board of S.W.A. League of Nations Mandate (administered by South Africa). 1941 war er Privatsekretär von Jan Christiaan Smuts. Von 1941 bis 1956 war er Staatssekretär im Außenministerium. External Affairs and Chair, of External Trade Relations Comm. Am 3. März 1956 wurde er in den Ruhestand versetzt übernahm die Geschäftsführung von De Beers.